# Gonatocerus annulicornis
Gonatocerus annulicornis är en stekelart som först beskrevs av Dmitriy Alekseevich Ogloblin 1936.  Gonatocerus annulicornis ingår i släktet Gonatocerus och familjen dvärgsteklar. Inga underarter finns listade i Catalogue of Life.